# 千佛岭乡
千佛岭乡，是中华人民共和国山西省大同市浑源县下辖的一个乡镇级行政单位。

## 行政区划
千佛岭乡下辖以下地区：
中庄铺村、羊投崖村、王家沟村、钟楼坡村、麻地坪村、小麦峪村、红泉子村、打虎沟村、干土岭村、火石头村、野西沟村、小道沟村、土岭沟村、后庄村、小窝单村、龙咀村、金峰殿村、鸽子峪村、杨家庄村、温庄村、大坪村、宽坪村、水圪坨村、泽清岭村、牛星堡村、南堡村和上村镇村。